# خانه کازرونیان
منزل کازرونیان مربوط به دوره قاجار است و در شیراز، محله گود عربان واقع شده و این اثر در تاریخ ۶ بهمن ۱۳۵۴ با شمارهٔ ثبت ۱۲۲۵ به‌عنوان یکی از آثار ملی ایران به ثبت رسیده است.